# Мартин (окръг, Северна Каролина)
Вижте пояснителната страница за други значения на Мартин.
Окръг Мартин (на английски: Martin County) е окръг в щата Северна Каролина, Съединени американски щати. Площта му е 1194 km², а населението – 23 172 души (2016). Административен център е град Уилиямстън.